# Rehrosbach
Rehrosbach ist ein Gemeindeteil von Eurasburg im bayerisch-schwäbischen Landkreis Aichach-Friedberg.
Das Pfarrdorf liegt auf der Gemarkung Eurasburg am rechten, östlichen Talrand des Eisenbachs. Durch den Ort verläuft die Staatsstraße 2051 im Abschnitt Eurasburg – Rinnenthal. Zusätzlich zum historischen Kernbereich um die Kirche Peter und Paul entstand in jüngerer Zeit ein Siedlungskern am Ostrand von Rinnenthal, der zu Rehrosbach gerechnet wird.

## Bauwerke

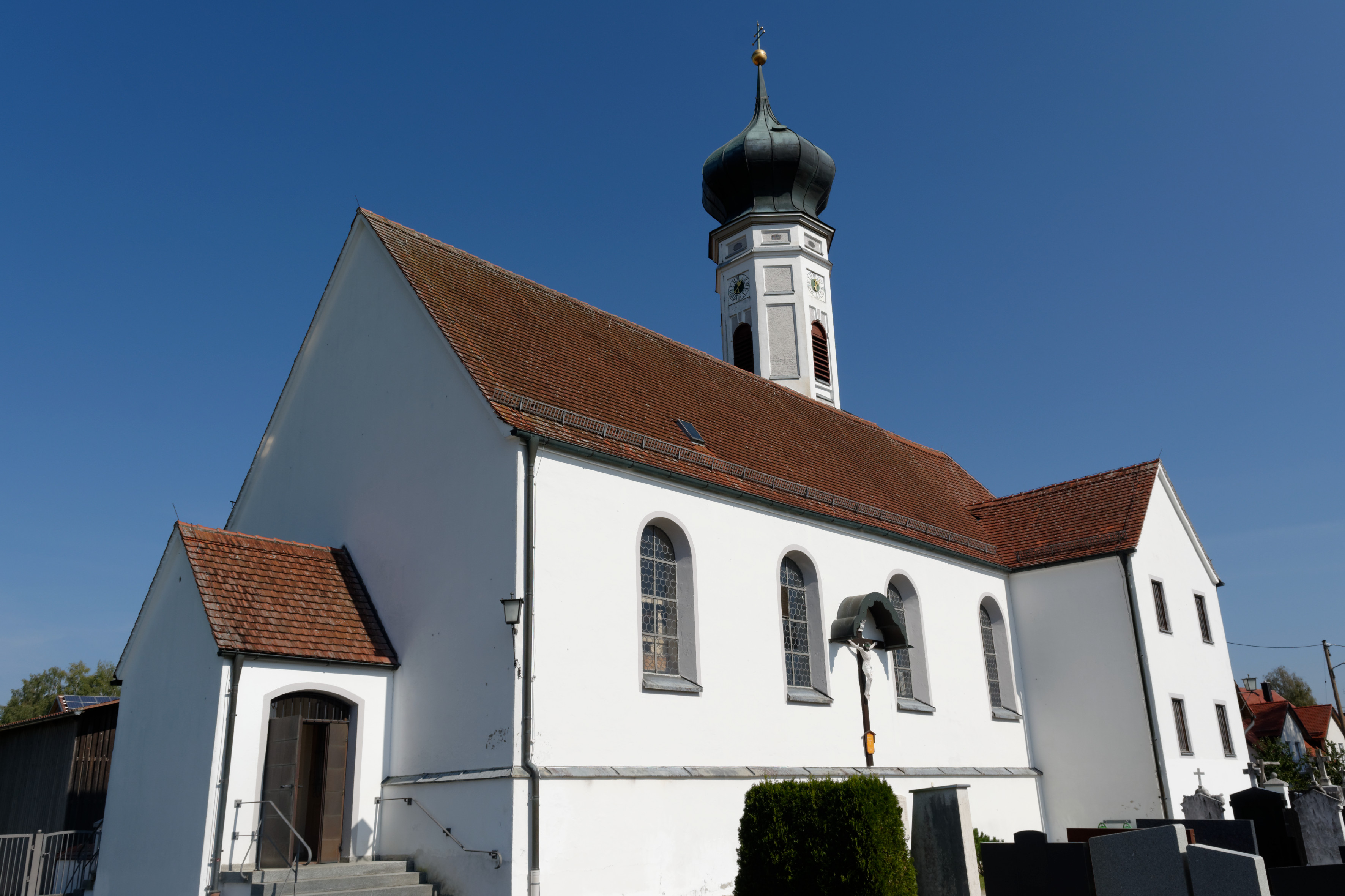
Kath. Pfarrkirche St. Peter und Paul

- Die katholische Pfarrkirche St. Peter und Paul ist ein geschütztes Baudenkmal. Die im Kern wohl gotische Saalkirche mit nördlichem Zwiebelturm aus dem 18. Jahrhundert wurde zwischen 1907 und 1909 erweitert.[3]